# Odalisque aux bras levés (Matisse, Tokyo)
Pour les articles homonymes, voir Odalisque aux bras levés.
Odalisque aux bras levés est un tableau réalisé par le peintre français Henri Matisse en 1921. Partie de la série des Odalisques, cette huile sur carton toilé est un nu qui représente une odalisque aux seins nus debout les bras levés derrière la tête, devant un fond décoré. L'œuvre est conservée au musée Artizon, à Tokyo, au Japon.